# ابزار فروسرخ میانی

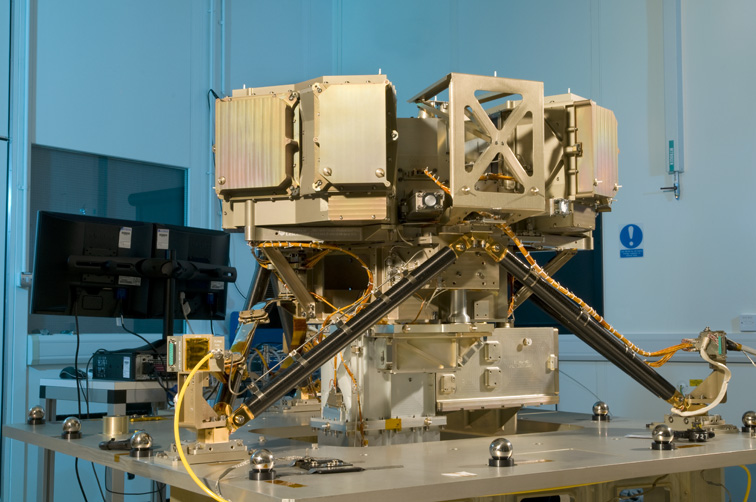
ابزار فروسرخ میانی (MIRI)

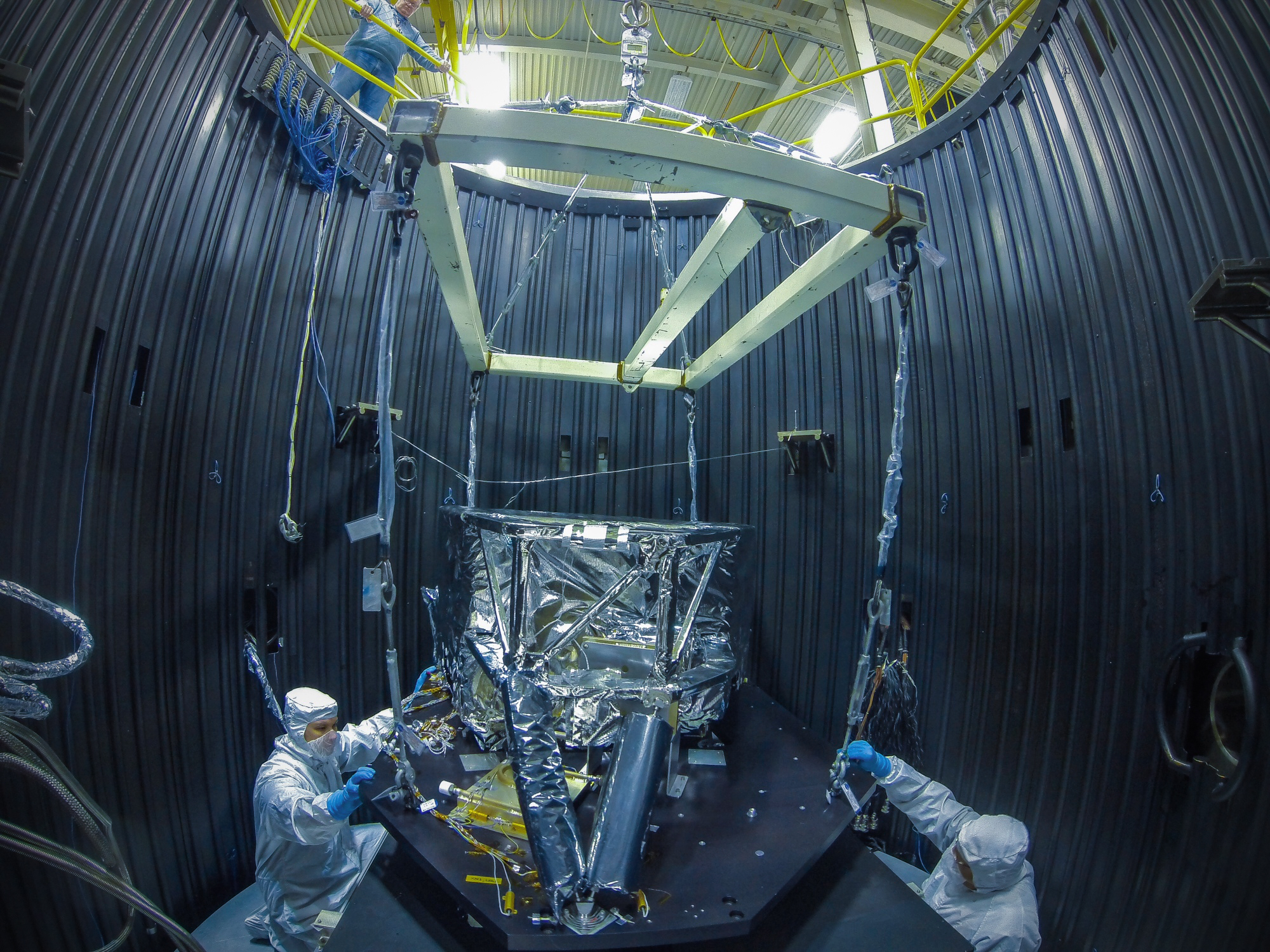
آزمایش سامانه سرمایشی ابزار فروسرخ میانی

ابزار فروسرخ میانی (انگلیسی: Mid-Infrared Instrument) که به اختصار میری (MIRI) نامیده می‌شود، یکی از ابزارهای نصب‌شده بر روی تلسکوپ فضایی جیمز وب است. این ابزار یک دوربین و یک طیف‌سنج نوری است که قادر که رصد تابش فروسرخ میانی تا فروسرخ دور در بازه ۵ تا ۲۸ میکرومتر است. ابزار فروسرخ میانی همچنین به تاج‌نگار‌هایی نیز مجهز شده‌است که به‌ویژه امکان رصد سیاره‌های فراخورشیدی را فراهم می‌سازد. در حالی که بیشتر ابزارهای دیگر نصب‌شده بر روی تلسکوپ جیمز وب، می‌توانند بازه ابتدایی طیف فروسرخ نزدیک یا حتی به کوتاهی طول‌موج طیف مرئی نارنجی را رصد کنند، ابزار فروسرخ میانی قادر به رصد طول‌موج‌های بلندتر است.
ابزار فروسرخ میانی از آرایه‌های سیلیکون و آرسنیک برای مشاهده این طول‌موج‌ها استفاده می‌کند. تصویربردار این ابزار برای تصویربرداری با زاویه باز و طیف‌سنج آن برای میدان دید کوچک‌تر طراحی شده‌است. چون ابزار فروسرخ میانی، طول‌موج‌های بلندتر را مشاهده می‌کند، نیازمند این است که نسبت به دیگر ابزارها سردتر باشد (اخترشناسی فروسرخ را ببینید) و به همین دلیل به سامانه سرمایشی بیشتری مجهز شده‌است. این سامانه سرمایشی شامل یک پیش‌خنک‌کننده پالس تیوب و یک مبدل گرمایی لوپ تامسون است. این سامانه سرمایشی این امکان را می‌دهد که دمای ابزار فروسرخ میانی طی دوره فعالیت در فضا، تا ۷ درجه کلوین کاهش یابد.